# Aline Foriel-Destezet
Aline Foriel-Destezet, née en 1941 à Bourgoin-Jallieu (Isère), est une mécène et philanthrope française du domaine de la musique classique.

## Biographie
Aline Foriel-Destezet est l'épouse et veuve (depuis 2021) de Philippe Foriel-Destezet, fondateur d'Ecco et ancien président d'Adecco.

### Activités
Elle consacre une partie de sa fortune au soutien à des institutions culturelles, principalement dans la musique classique (Opéra de Paris, Festival international d'art lyrique d'Aix-en-Provence, Philharmonie de Paris,, Les Arts florissants, Opéra de Bordeaux,, Insula orchestra, Opéra royal du château de Versailles, notamment). Elle est aussi la mécène principale du théâtre national de la Colline à Paris.
Elle travaille aussi au projet de La Source Vive, à la Grange au Lac à Évian, avec Renaud Capuçon,.

### Fortune
La fortune de la famille s'élèverait à environ 2,8 milliards d'euros.

## Récompense
En 2022, elle reçoit un international opera award pour son mécenat.